# Anthony Fahden
Anthony Fahden (ur. 27 lutego 1986 r.) – amerykański wioślarz.

## Osiągnięcia
- Mistrzostwa Świata – Poznań 2009 – ósemka wagi lekkiej – 2. miejsce[1].